# Burgwedel
Burgwedel (wym. MAF: [bʊʁkˈveːdl̩], posłuchajⓘ) − miasto w Niemczech, w kraju związkowym Dolna Saksonia, w związku komunalnym Region Hanower.